# 大村早和
大村 早和（おおむら さわ、2000年11月22日 - ）は、日本の女子バスケットボール選手である。ポジションはパワーフォワード。

## 来歴
長崎県出身。佐々町バスケットボールクラブでプレーをはじめ、佐々町立佐々中学校を卒業した。長崎女子高等学校2年時にウインターカップ、3年時にはインターハイとウインターカップに出場した。
2019年白鷗大学教育学部に進学した。全日本大学バスケットボール選手権大会（インカレ）では2019年（1年）から2022年（4年）まで4年続けて準優勝であった。
2023年1月、アーリーエントリーでアイシン ウィングスに加入した。得意なプレーは3Pシュート。
2023-24シーズン、アイシンはレギュラーシーズンで8位となりプレーオフに進出した。5位のシャンソンとセミクォーターファイナルで対戦し敗れた。大村はレギュラーシーズンの26試合中11試合に出場し、フィールドゴール、3Pゴールをそれぞれ３本ずつ決めた。プレーオフでは出場機会がなかった。